# Joy of a Toy
Joy of a Toy ist das erste Solo-Album von Kevin Ayers, das nach dessen Austritt aus der Band Soft Machine im Jahre 1968 entstand.
Es erschien 1969 bei dem Label Harvest Records und wurde von Kevin Ayers und Peter Jenner produziert. Das Album wurde in den Abbey Road Studios aufgenommen. Zu den mitwirkenden Musikern zählten Mitglieder von Soft Machine und Paul Buckmaster, auch Syd Barrett von Pink Floyd nahm an den Sessions teil. Das mit ihm aufgenommene Stück Religious Experience (Singing A Song in the Morning) war allerdings nicht auf dem Album enthalten und erschien erst 1970 als Single.

## Rezeption
Joy of a Toy wurde von der Kritik überwiegend positiv aufgenommen. Das Musikmagazin Rolling Stone gab ihm vier von fünf zu vergebenen Sternen. The Times bezeichnet es als eines der besten Alben aller Zeiten.

## Titelliste
Alle Songs wurden von Kevin Ayers geschrieben.
1. Joy of a Toy Continued         (2:54)
2. Town Feeling                   (4:51)
3. The Clarietta Rag              (3:20)
4. Girl on a Swing                (2:49)
5. Song for Insane Times          (4:01)
6. Stop This Train                (6:06)
7. Eleanor's Cake (Which Ate Her) (2:53)
8. The Lady Rachel                (5:17)
9. Oleh Oleh Bandu Bandong        (5:35)
10. All This Crazy Gift of Time    (3:57)